# Villamartín de Campos
Villamartín de Campos is een gemeente in de Spaanse provincie Palencia in de regio Castilië en León met een oppervlakte van 35,82 km². Villamartín de Campos telt 176 inwoners (1 januari 2016).

## Demografische ontwikkeling
Bron: INE, 1857-2011: volkstellingen
Opm.: In 1974 werd de gemeent Revilla de Campos aangehecht